# Slaget vid Austerlitz
Slaget vid Austerlitz, i nuvarande Tjeckien (i Mähren) var ett fältslag som ägde rum den 2 december 1805 där Napoleon I vann en berömd seger över motståndarna tsar Alexander I av Ryssland och den tysk-romerske kejsaren Frans II av Österrike. Slaget har gått till historien som Trekejsarslaget, eftersom de tre rikenas kejsare var närvarande på slagfältet.
Slaget var en av de viktigaste och mest avgörande sammandrabbningarna under Napoleonkrigen och betraktas vanligtvis som Napoleons största seger. Den franska Grande Armée besegrade en större rysk och österrikisk armé ledd av Alexander I och Frans II. Slaget ägde rum i närheten av Austerlitz i Österrikiska imperiet (dagens Slavkov u Brna i Tjeckien). Austerlitz avslutade snabbt det tredje koalitionskriget, och freden i Pressburg undertecknades av österrikarna senare samma månad.
Slaget refereras ofta som ett taktiskt mästerverk, i samma liga som andra historiska sammandrabbningar som Cannae eller Gaugamela. De franska manövrerna vid Austerlitz är klassiska exempel i krigshistorien.
Slaget stod på årsdagen av Napoleons kröning 1804 (alltså den 2 december 1805, eller enligt den franska revolutionskalendern 11 Frimaire An XIV FRK).

## Bakgrund
Efter att ha skapat la grande armée för en invasion av England men hejdats då England förmådde Ryssland och Österrike att anfalla Frankrike i ryggen tvingades Napoleon att ändra sin strategi. Han gav order om omedelbart återtåg, armén marscherade raskt åt sydost och kunde triumfera vid slaget vid Ulm varpå Napoleon (som tillbringat den första tiden under marschen i Paris) kunde ansluta till armén och leda den mot Österrike. Marskalk Murat intog Wien i november utan att möta större motstånd, men den österrikiska huvudarmén, som nu dessutom fått förstärkning av ryssarna, återstod att besegra.

## Slagordning
Napoleon kunde uppbåda cirka 72 000 soldater och 157 kanoner inför det hotande slaget, men omkring 7 000 soldater under Davout befann sig långt söderut i riktning mot Wien. De allierade hade cirka 85 000 soldater, varav sjuttio procent var ryska, och 318 kanoner. Först var Napoleon inte helt säker på sin seger. I ett brev till den franska utrikesministern Talleyrand ville Napoleon inte berätta för någon om den kommande striden eftersom han inte ville distrahera kejsarinnan Joséphine.
Striden ägde rum omkring 10 kilometer sydöst om staden Brno, mellan denna stad och byn Austerlitz (tjeckiska: Slavkov u Brna) i dagens Tjeckien. Den norra delen av slagfältet dominerades av den 210 meter höga kullen Santon och 270 meter höga kullen Zuran (Žuráň), som båda hade utsikt över en landsväg mellan Olomouc och Brno, som var på en öst/västlig vinkel. På den västra delen av de båda kullarna låg byn Bellowitz (Bedřichovice), och mellan dem fanns ån Bosenitz (Roketnice) som rann söderut och anslöt sig med ån Goldbach (Říčka), som sedan rann genom byarna Kobelnitz (Kobylnice), Sokolnitz (Sokolnice) och Telnitz (Telnice). På den centrala delen av hela området låg Pratzenplatån (Prace), en svagt sluttande kulle som var cirka 10/12 meter hög.

### Allierade stridsplaner
Den 1 december gjorde den allierade armén ett krigsråd. De flesta av de allierades härförare hade två grundläggande idéer i åtanke: att anfalla fienden och säkra den södra flanken som hade kontakt med de franska trupperna i Wien. Trots att tsar Alexander och hans följe var redo för strid var kejsare Frans II mer försiktiga och han var bistådd av Kutuzov, befälhavaren för de ryska och allierade trupperna. Men stridshetsningen från den ryska adeln och de österrikiska officerarna var dock för häftig och de allierade mottog stridsplanen från den österrikiska stabschefen Franz von Weyrother. För att få planen att lyckas måste de allierade trupperna driva bort den franska högerflygeln, som de allierade märkte hade svagare trupper, och göra avledande angrepp mot den franska vänsterflygeln. De allierade placerade huvuddelen av sina trupper i fyra kolumner som skulle attackera den franska vänsterflygeln. Det ryska kejserliga gardet hölls som reserv medan ryska trupper under Bagration bevakade den allierade vänsterflygeln. Den ryska tsaren bytte ut Kutuzov mot Franz von Weyrother som den allierade arméns befälhavare. Under striden kunde Kutuzov endast kommendera den allierade arméns fjärde kår, trots att han fortfarande var de jure befälhavare eftersom tsaren var rädd för att överta kontrollen av armén ifall planen skulle misslyckas.

### Franska stridsplaner

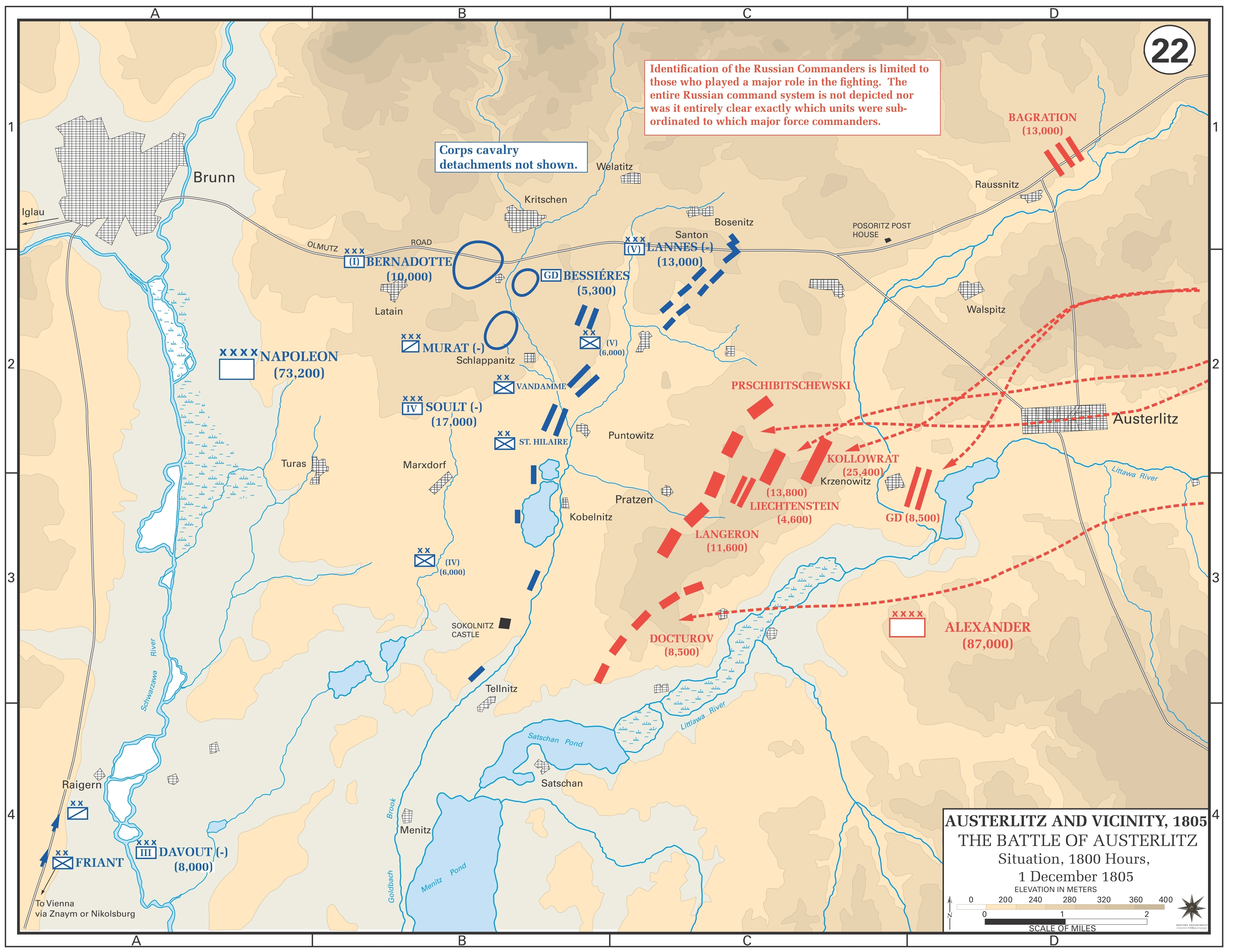
Slagordningen mellan franska (blåa) och allierade (röda) styrkor kl. 18 den 1 december 1805.

Napoleon hoppades på att de allierade styrkorna skulle anfalla, och som lockmedel hade han medvetet försvagat sin högra flygel. Den 28 november mötte Napoleon sina marskalkar vid sitt högkvarter, där de underrättade honom om sina farhågor om den kommande striden. Han motsatte sig deras förslag om reträtt.
Napoleons plan var att de allierade skulle skicka många trupper för att omsluta hans högra flygel i syfte att minska fransmännens kontakt med trupperna i Wien. Då skulle den allierade centern och vänsterflygeln bli mycket sårbara. För att uppmuntra dem att göra detta övergav Napoleon den strategiska positionen på Pratzenplatån, och gav därmed en illusion av hans truppers svaghet och sin egen försiktighet. Under tiden måste Napoleons huvudstyrkor gömma sig i terrängen mittemot platån. Enligt planen skulle de franska trupperna anfalla och återta Pratzenplatån, och från platån skulle de genomföra en slutgiltig offensiv mot den allierade arméns center och omringa dem bakifrån.
Framstöten genom den allierade centern genomfördes av 16 000 soldater av Soults fjärde armékår. Den fjärde kårens ställning var insvept i en tät dimma under slagets tidiga skede; i själva verket var dimmans närvaro avgörande för Napoleons plan: Soults trupper skulle bli upptäckta om dimman skingrades för tidigt, men om det dröjde för länge skulle Napoleon inte kunna bestämma när de allierade trupperna hade evakuerat Pratzenplatån, vilket skulle hindra honom från att samordna offensiven enligt tidsplanen.
För att bistå sin svaga högerflygel beordrade Napoleon Davouts tredje kår att marschera hela vägen från Wien och ansluta sig till General Legrands trupper, vilka höll den yttersta södra flygeln, som skulle ta emot den tyngsta delen av de allierades offensiv. Davouts soldater hade 48 timmar på sig att marschera 110 km. Deras ankomst var avgörande för den franska planens framgång. Napoleons arrangemang på den högra flygeln var mycket riskabelt eftersom fransmännen endast hade minimala trupper att besätta med där. Men skälet till att Napoleon kunde använda en sådan riskabel plan var att Davout var en av hans bästa marskalkar. Dessutom var den högra flygelns ställning skyddad av ett flertal vattendrag och sjöar, och fransmännen hade redan satt upp en sekundär reträttlinje genom Brno. Franska imperialgardet och Bernadottes första kår hölls som reserv medan den femte kåren under Lannes befäl bevakade den norra delen av slagfältet, där den nya kommunikationslinjen var belägen.
Den 1 december 1805 hade de franska trupperna flyttats i enlighet med de allierades rörelser söderut, som Napoleon förväntade sig.

## Slaget

### Slagets början
Striden började kl. 8 på morgonen med att den första allierade kolonnen stormade byn Telnitz, som försvarades av ett franskt infanteriregemente. Här pågick våldsamma strider där flera allierade anfall drev bort de franska soldaterna från byn, vilka tvingades retirera till andra sidan av ån Goldbach. Samtidigt anlände de första soldaterna i Davouts kår som förstärkning och dessa drev i sin tur bort de allierade soldaterna från Telnitz, innan också de blev anfallna av husarer och tvungna att också de retirera. Ytterligare allierade anfall från Telnitz kontrades dock av det franska artilleriet.
De allierade kolonnerna började i långsam takt röra sig mot den franska högerflygeln, och de franska styrkorna lyckas framgångsrikt stoppa de första anfallen. Egentligen var de allierade avdelningarna spridda och dåligt samordnade: Liechtensteins kavalleriavdelningar på den allierade vänsterflygeln hade placerats i den högra flygeln och som följd till detta sprang de in i och saktade ner en del av den andra infanterikolumnen som ryckte fram mot den franska högerflygeln. I förstone trodde härförarna att det skulle leda till katastrof, men senare förstod de att detta faktiskt understödde de allierade trupperna. Samtidigt anföll den andra kolonnens förtrupper byn Sokolnitz, som försvarades av ett lätt infanteriregemente och Tirailleurs, det vill säga franska jägare. De första allierade anfallen misslyckades och den ryske generalen Langeron beordrade att hela byn skulle bombarderas. Den dödliga spärrelden tvingade de franska trupperna att evakuera byn, och vid ungefär samma tid anföll den tredje kolonnen slottet Sokolnitz. Fransmännen gjorde dock ett motanfall och återtog byn, för att sedan tvingas till ytterligare en evakuering. Striderna i detta område upphördes tillfälligt när Friants division (en del av den tredje kåren) återtog byn. Sokolnitz var kanske det mest härjade området på slagfältet och skulle byta ägare flera gånger ocksa under resten av dagen.
Medan de allierade trupperna anföll den franska högerflygeln stannade Kutuzovs fjärde armékår på Pratzenplatån och kvarstod. Precis som Napoleon insåg Kutuzov Pratzenplatåns strategiska betydelse och beslutade att försvara positionen. Men den unge tsaren var av annan uppfattning och drev bort den fjärde armékåren från Pratzenplatån, en handling som skulle få negativa konsekvenser för den allierade armén.

### Huvudstriden

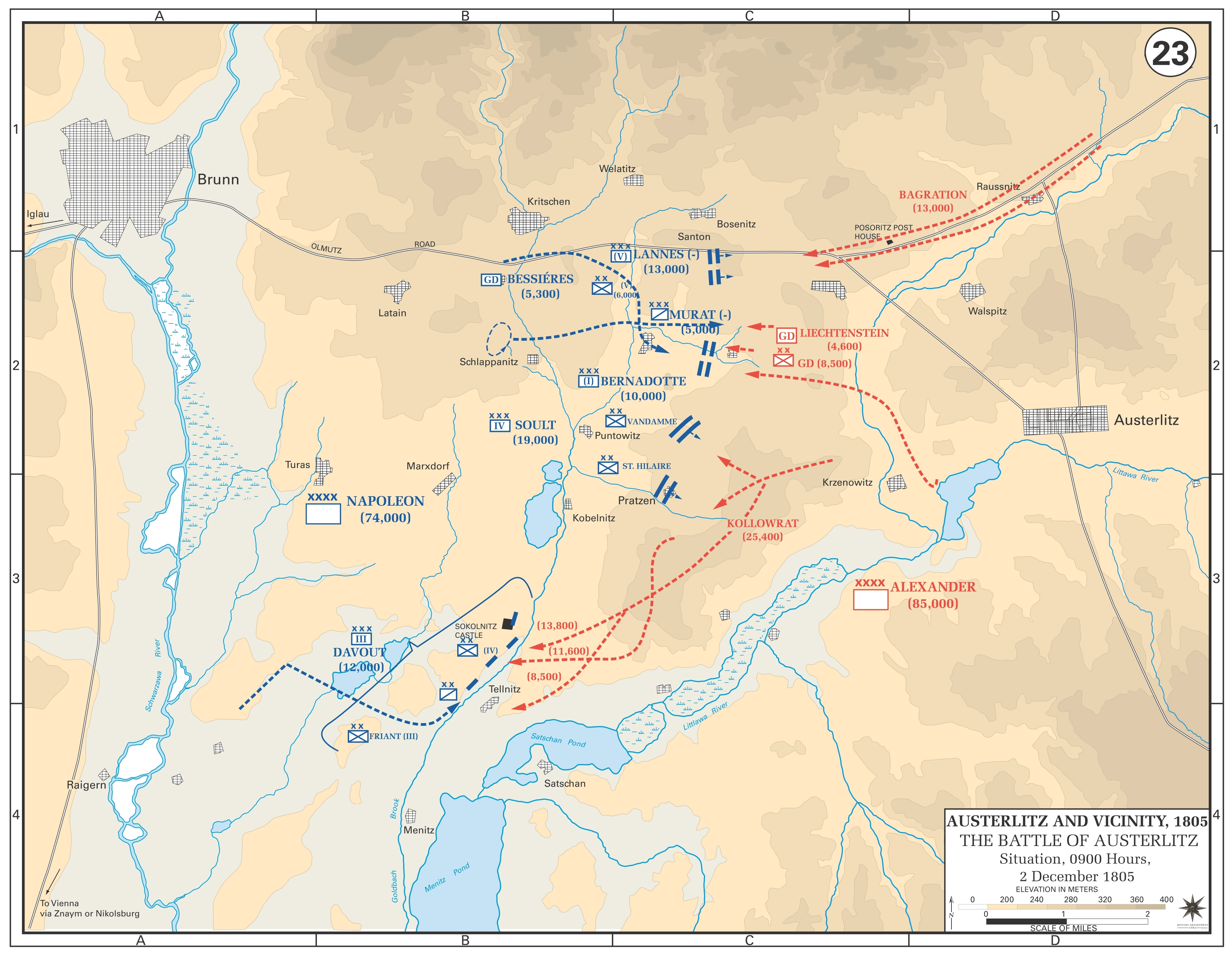
St. Hilaires och Vandammes trupper anföll och splittrade den allierade armén i två delar.

En tät dimma hjälpte till att skymma St. Hilaires avdelnings framryckaning, men när de gick uppför sluttningen mot den legendariska ”Austerlitzsolen" skingrades dimman och uppmuntrade dem att fortsätta framåt. Ryska soldater och officerare på toppen av platån blev chockade över att se så mycket franska trupp komma emot dem. De allierade officerarna förflyttade några av de fördröjda avdelningarna av den fjärde kolonnen in i denna bittra kamp. Efter över en timmes strid blev en stor del av den enheten förintad. De övriga soldaterna från den andra kolonnen, som mest bestod av oerfarna österrikare, deltog också i kampen. De stred mot en av den franska arméns bästa styrkor, och efter hand tvingas de retirera nerför backen. St. Hilaires soldater gjorde ett hårt motanfall och jagade bort de allierade trupperna från platån. General Vandammes avdelning i norra slagfältet anföll ett område vid namn Staré Vinohrady ("Gamla vingårdarna") och besegrade flera allierade bataljoner genom skicklig närstrid och dödliga skottsalvor.
Frankrike övertog initiativet i striden, som var långt ifrån var över. Napoleon beordrade Bernadottes första armékår att stödja Vandammes vänsterflygel och flyttade sitt eget högkvarter från Žuráň kullen till Sankt Antonius kapell på Pratzenplatån. Den allierade arméns svåra situation bekräftades av beslutet att föra in det ryska imperialgardet; storfurste Konstantin, bror till tsar Alexander, tog befälet över gardet och gjorde ett motanfall in i Vandammes avdelning av slagfältet. De besegrade en bataljon av det fjärde franska infanteriregementet och tog dess fana. Napoleon beordrade sitt eget tunga kavallerigarde att röra sig framåt. De ryttare tillintetgjorde de ryska ryttarna, men uppnådde ingen klar seger, eftersom båda sidor skickade stora mängder av ryttare emot varandra.
Ryssarna hade fler ryttare men när Drouets avdelning, den andra av Bernadottes första armékår, utplacerades på sidan av drabbningen kunde de franska ryttarna söka skydd bakom sina linjer. Gardets hästartilleri orsakade också stora förluster på de ryska ryttarna och fysiljärerna. Ryssarna blev skingrade och många dödades när de förföljdes av det nyuppställda franska kavalleriet. Två av de ryska förlusterna i Pratzenplatån var Kutuzov (som blev allvarligt skadad) och hans sonson Ferdinand von Tiesenhausen (som dog).

### Slutstriden

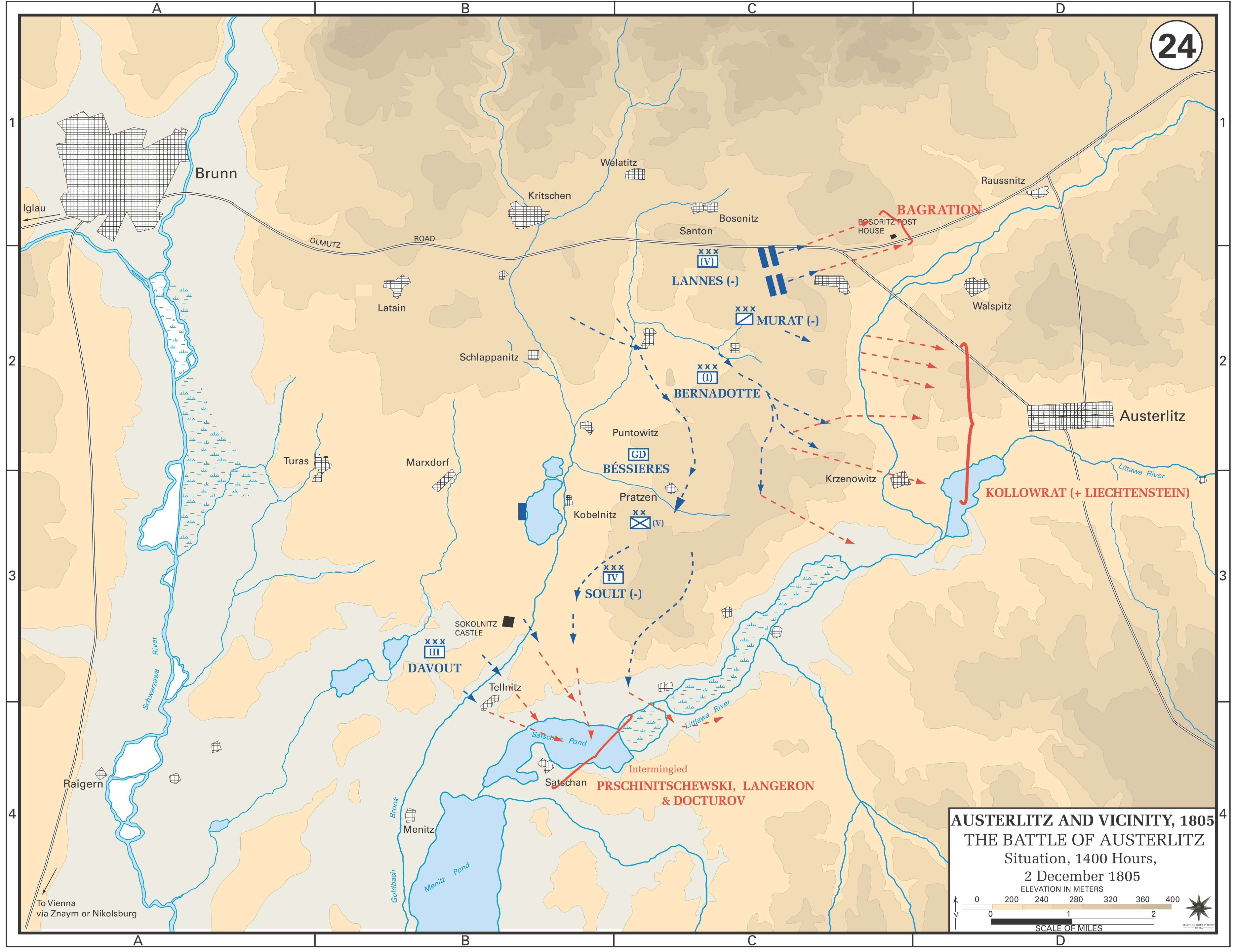
Vid kl. 14 blir stora delar av den allierade armén separerad. Napoleon anfaller den allierade vänsterflygeln, medan resten av de allierade förföljdes av fransmännen och flydde från slagfältet.

Samtidigt pågick hårda strider på den nordligaste delen av slagfältet. Prins Liechtensteins tunga kavalleri började anfalla Kellermans lättare kavalleristyrkor efter att de så småningom anlände till utsatt position på fältet. Striderna gick inledningsvis bra för fransmännen, men Kellermans styrkor tog skydd bakom General Caffarellis infanteriavdelning när det blev klart att ryssarna var alltför många. Caffarellis soldater stoppade de ryska angreppen och tillät Murat att skicka två avdelningar kyrassiärer (den ena under befäl av d'Hautpoul och den andra av Nansouty) in i striden för att besegra det ryska kavalleriet i grunden. Det blev en lång, hård närstrid där de franska ryttarna slutligen segrade. Lannes anförde sedan sin femte armékår mot Bagrations soldater och efter hårda strider lyckades han driva den skicklige ryska befälhavaren bort från fältet. Han ville fortsätta, men Murat, som förde befäl över detta område på slagfältet, var emot.
Napoleon koncentrerade sig nu på den södra delen av slagfältet, där fransmännen och de allierade fortfarande stred om Sokolnitz och Telnitz. I en effektiv tveeggad offensiv lyckas St Hilaires avdelning och en del av Davouts tredje armékår spränga igenom fiendens trupper på Sokolnitz och tvingade befälhavarna för de två första kolonnerna, generalerna Kienmayer och Langeron, att fly så fort som de bara kunde. Buxhoewden, befälhavaren för den allierade vänsterflygeln och ansvarig för den allierade offensiven, var berusad och flydde även han. Kienmayer beskyddade hans tillbakadragande med O'Reillys lätta kavalleri, som tappert lyckades besegra fem av sex franska kavalleriregementen innan de också blev tvungna att retirera.
Stor panik bröt ut i den allierade armén och den övergav slagfältet i alla möjliga riktningar. En omtalad fruktansvärd episod som inträffade under denna reträtt var när ryska styrkor som hade besegrats av den franska högerflygeln drog söderut mot Wien via Satschans frusna dammar. Franska artilleriet bombarderade dem, och ryssarna drunknade i det iskalla vattnet när isen under dem bröts sönder. Dussintals ryska artilleripjäser gick under med dem. Uppskattningen av hur många kanoner som förlorades varierar, det kan ha varit så få som 38 eller mer än 100 st. Källorna skiljer sig också åt angående offren, med siffror som varierar från så få som 200 till så många som 2 000 döda. Eftersom Napoleon överdrev antalet drunknade i sin stridsrapport och tsaren också accepterade siffrorna som en ursäkt för det katastrofala nederlaget, kan de låga siffrorna vara mer troliga. Många drunknade ryssar räddades av sina segerrika fiender. Men enligt bevis som senare offentliggjordes, kan Napoleons skildring av katastrofen vara ett rent påhitt. På kejsarens order tömdes sjöarna några dagar efter slaget och man hittade liken av endast två eller tre män, med cirka 150 hästar.

## Efter slaget
Austerlitz och det föregående fälttåget förändrade i grunden den europeiska storpolitikens karaktär. På tre månader hade fransmännen ockuperat Wien, förintade två arméer och förödmjukat det österrikiska imperiet. Händelserna står i skarp kontrast mot 1700-talets stela maktstrukturer. Slaget vid Austerlitz banade väg för nästan ett decennium av fransk dominans över den europeiska kontinenten, men en mer omedelbar effekter var att Preussen inledde krig med Frankrike år 1806.

### Resultat
Sammanlagt uppgick de allierade förlusterna till cirka 27 000 man av en armé på 73 000, cirka 37 % av dess manskap. Fransmännen förlorade omkring 9 000 man av en armé på 67 000, cirka 13 % av dess manskap. De allierade förlorade också 180 kanoner och 50 fanor. Den stora segern var mycket överraskande och orsakade delirisk uppsluppenhet i ett Frankrike, som bara några dagar tidigare varit på randen till ekonomisk kollaps.
Frankrike och Österrike undertecknade en vapenvila den 4 december och i fördraget vid Pressburg 22 dagar senare skrev man på ett fredsavtal. Österrike gick med på att erkänna de franska territorier som vunnits genom fördragen vid Campo Formio (1797) och Lunéville (1801), att överlämna mark till Bayern, Württemberg och Baden, som var Napoleons tyska bundsförvanter, att betala 40 miljoner franc i krigsskadestånd, samt att överlämna Republiken Venedig till kungariket Italien. Det var ett hårt avslut för Österrike, men absolut inte en katastrofal fred. Den ryska armén fick dra sig tillbaka till Ryssland och de franska styrkorna förskansade sig i södra Tyskland. Det tysk-romerska riket blev utplånat för gott, och dess sista tid var år 1806. Napoleon skapade sedan Rhenförbundet, vilket innebar att en rad tyska stater skulle fungera som en buffert mellan Frankrike och Preussen. Preussen såg dessa och andra drag som en förolämpning mot dess status som Centraleuropas mäktigaste rike och det gick i krig med Frankrike år 1806.

### Utmärkelser
Napoleon gav två miljoner gyllene franc till de högre officerarna och 200 franc till varje soldat, med stora pensioner för de dödas änkor. Föräldralösa barn adopterades av Napoleon personligen och fick lägga “Napoleon” till sina dop- och efternamn. Napoleon gav aldrig en adelstitel till någon av sina befälhavare, vilket var brukligt efter en stor seger. Det är troligt att han ansåg Austerlitz alltför mycket som en personlig triumf att upphöja någon annan markant.

### Stad och pyramid
För att hedra sin brors stora seger grundade Louis Bonaparte staden Austerlitz den 17 augusti 1806 på platsen för ett franskt arméläger i provinsen Utrecht i Nederländerna. Nära staden finns en konstgjord kulle som fick namnet Pyramide van Austerlitz (Austerlitzpyramiden).

### Orter i USA
Austerlitz, New York, en kommun i Columbia County och Austerlitz, Kentucky, ett kommunfritt område i Bourbon County, har blivit namngivna efter slaget. Orten i delstaten New York fick namnet Austerlitz 1818 och orten i Kentucky 1884.